# Protemnodon
Protemnodon (лат.) — род вымерших представителей австралийской мегафауны из семейства кенгуровых.

## Распространение
В плейстоцене обитали на австралийском континенте, Новой Гвинее и Тасмании.

## Описание
Животные были подобны валлаби, но гораздо крупнее. Самый мелкий из видов, входящих в этот род, Protemnodon hopei, весил около 45 килограмм. Представители же других видов могли весить и 110 кг. Нет данных о половом диморфизме для представителей этого рода.
Последние исследования митохондриальной ДНК, извлечённой из костных останков, показали, что представители рода Protemnodon были сестринским таксоном для рода Macropus (вывод, который опровергает предыдущие исследования, основанные на сравнительной морфологии ископаемых и современных кенгуровых, и классифицирующих Protemnodon как сестринский таксон Macropodinae).

## Классификация
- † P. otibandus
- † P. buloloensis
- † P. hopei
- † P. tumbuna
- † P. nombe
- † P. snewiki
- † P. anak
- † P. antaeus
- † P. goliah
- † P. parvus